# Río Becea
El río Becea es un río del centro de la península ibérica perteneciente a la cuenca hidrográfica del Guadiana, que discurre por el norte de la provincia de Ciudad Real (España).

## Curso
La cabecera del río Becea está formada por los arroyos de Valdeborrachos, del Valle del Lobo y de los Molinos, entre otros. El río discurre en sentido noroeste-sudeste a lo largo de unos 24 km hasta su desembocadura en el río Bañuelos, poco antes de la desembocadura de este en el río Guadiana. 
Sus aguas están embalsadas en el embalse de Gasset. 